# Tisău
Tisău è un comune della Romania di 4 976 abitanti, ubicato nel distretto di Buzău, nella regione storica della Muntenia.
Il comune è formato dall'unione di 11 villaggi: Bărbucești, Grajdana, Izvoraru, Izvoru Haleș,Leiculesti, Pădureni,Sf.Gheorghe, Strezeni, Tisău, Valea Salcilor